# Max Adalbert
Max Adalbert, född 19 december 1874 i Danzig, Kejsardömet Tyskland (nu Gdansk, Polen), död 7 september 1933 i München, var en tysk skådespelare. 1931 spelade han huvudrollen som Wilhelm Voigt i den många gånger filmatiserade historien om Kuppen i Köpenick, Köpenick-Kaptenen.

## Filmografi, urval
- 1916 – Dollarprinsessans paraply
- 1921 – Den obesegrade döden
- 1931 – Köpenick-Kaptenen
- 1932 – Kärlekspensionatet
- 1933 – Mysteriet i 6: te våningen